# وهم الإله (كتاب)
وَهْم الإله (بالإنجليزية: The God Delusion)‏ هو كتاب صدر عام 2006 من تأليف عالم الأحياء التطوري وعالم الأخلاق البريطاني ريتشارد دوكينز. يؤكد دوكينز في كتابه أن الخالق الخارق للطبيعة (الله) يكاد يكون من المؤكد غير موجود، وأن الإيمان بإله شخصي يعتبر وهمًا، والذي يعرفه بأنه اعتقاد كاذب مستمر في مواجهة أدلة متناقضة قوية. يتفق دوكنز في كتابه مع مقولة روبرت بيرسيغ أنه «عندما يعاني شخص من وهم يسمى ذلك جنوناً، وعندما يعاني مجموعة أشخاص من وهم يسمى ذلك ديناً.
في الكتاب، يستكشف دوكينز العلاقة بين الدين والأخلاق، ويقدم الأمثلة التي تناقش إمكانية وجود الأخلاق بشكل مستقل عن الدين ويقترح تفسيرات بديلة لأصول كل من الدين والأخلاق.

## الأجزاء
يقع الكتاب في عشرة فصول، يناقش دوكنز في الفصول الأولى احتمال وجود الله، وتتناول بقية الفصول العلاقة بين الدين والأخلاق. استنادًا إلى دوكنز، الرسائل التي يبعثها الكتاب يمكن تلخيصها في أربعة نقاط:
1. أن الملحدين يمكن أن يكونوا سعداء، متّزنين، ذوي أخلاق، وراضين فكريًا.
2. الانتقاء الطبيعي والنظريات العلمية المشابهة تتفوق على «فرضية الإله» في تفسير وجود الكائنات الحية والكون.
3. لا يجب أن يتسمّى الأطفال بديانة آبائهم كأن يقال «طفل مسيحي» أو «طفل مسلم».
4. الملحدون يجب أن يكونوا فخورين، لأن الإلحاد دليل على عقل صحي ومستقل.[2]

يكتب دوكنز في نهاية الفصل الرابع من الكتاب أنه من الخطأ القول بأن سبب وجود تصميم ما هو تصميم آخر، لأن ذلك سيطرح مشكلة أكبر وهي السؤال عمن قام بتصميم ذلك المصمم. دوكنز لا يدعي أنه يثبت قطعًا عدم وجود الله، وإنما يقترح المبدأ العام أن التفاسير الأبسط هي الأفضل (موس أوكام)، وأن إله عالم ومسيطر لا بد أن يكون معقّداً إلى حد بعيد، ولذلك فإن نظرية كون بدون إله أفضل من نظرية كون مع إله. النصف الثاني من الكتاب يستكشف أسباب ظهور الأديان. دوكنز يؤيد «نظرية الدين كشيء عرضي ومثير للمتاعب نشأ عن شيء مفيد». ثم يتحدث دوكنز عن الأخلاق، ويعتبر أن الإنسان ليس بحاجة للدين كي يكون صالحًا، ويسأل «هل كنتَ لتقتل أو تغتصب أو تسرق لو علمت أن الله غير موجود؟»، ويزعم أن فقط القليل من الناس سيجيبون على السؤال بنعم ويذهب دوكنز في كتابه إلى القول بأن الدين يلعب دورًا سلبيًا في المجتمع.
ويثبت ريتشارد دوكينز اننا «ليس بحاجة إلى الدين لكي نكون خلوقين» عن طريق استعراضة ومراجعتة لتاريخ الأخلاق والقيم البشرية ويقول ان هذة القيم تتطور تدريجيا وتتطورها لا يأتي من الدين والتراث الديني بل من الفكر والفلسفة الأنسانية البشرية المبنية على النقاش والجدال والتجربة والألم ويعطي مثال العبودية التي حللها الدين ومارسها بينما نبذها الفكر البشري الأنساني المبني على قيم المساواة ويلخص ليقول ان الأفكار والقيم الجديدة السائدة في المجتمع البشري جعلت رجال الدين يفسرون الأيات الدينية تفسيرا مختلف عن اسلافهم بحيث تتوافق هذة التفسيرات مع واقعهم ومع الفكر الأنساني البشري السائد وبالتالي الدين والفكر الديني هو الذي يحاول ان يتلائم ويتوافق مع الفكر البشري وليس العكس.[بحاجة لمصدر]

## ردود الفعل
أثار الكتاب الكثير من الجدل بين مؤيد ومعارض، واُلفت العديد من الكتب للرد عليه. باعت النسخة الإنكليزية من الكتاب حتى شهر نوفمبر من عام 2007 أكثر من 1.5 مليون نسخة و2 مليون نسخة في جانفي 2010 وارتفع هذا الرقم ليصل إلى 3 ملايين نسخة سنة 2014، وتُرجم إلى 31 لغة ومنها إلى العربية بواسطة الكاتب والمترجم بسام البغدادي عام 2009، مما يجعله الكتاب الأكثر شعبية من بين جميع كتب دوكنز.

## وصلات خارجية
- وهم الإله على موقع الموسوعة البريطانية (الإنجليزية)

- وهم الإله – وصف للكتاب من موقع ريتشارد دوكنز
- نسخة مترجمة وقانونية للكتاب بالعربية